# ブルノ - プルジェロフ線
ブルノ - プルジェロフ線（チェコ語;Železniční trať Brno–Přerov）は、チェコ国鉄の鉄道線の名称である。路線番号は300。
ブルノとオストラヴァを結ぶ役割を担っている。なお、ブルノ～ロウシーノフ間は、殆どの列車が340号線との短絡線を経由し、距離が短く複線化されている340号線を経由する。

## 歴史
プロイセン＝オーストリア戦争が終わった後で、モラヴィア地方の戦争のための状況を軽減する方策が提案されて、「モラヴィア地方鉄道（Mährische Landesbahn）」の建設が企画された。地域の大地主や商工人達はコンソーシアムを設立してブリュン - シュテルンベルク間の鉄道建設を挑んだ。モラヴィア議会はそのコンソシアムが政府の補助金で鉄道建設を実行することを決議した。しかし最終的に皇帝フェルディナント鉄道（k.k. privilegierte Kaiser-Ferdinands-Nordbahn, KFNB）が1867年3月11日に建設許可を獲得した。KFNBは独立法人「モラヴィア＝シュレジエン北部鉄道（Mährisch-Schlesische Nordbahn）」を設立して、この路線とネーザーミスリッツ（現在ネザミスリツェ） - シュテルンベルク区間はその名称で建設されることとなった。1869年8月30日にブリュン - ネーザーミスリッツ区間はプレーラウ（現在プルジェロフ）方面の分岐線とともに開業された。1906年10月31日にこの路線は他のKNFB路線とともにオーストリア帝国鉄道（k.k. Staatsbahnen, kkStB）により引き受けられた。
1936年に三角線がホルビツェからブルノ - ヴラーラ峠線に連結された。
1993年1月1日にビロード革命によりこの路線は新生のチェコ鉄道が引き受けた。電力設備工事は1993年から1996年まで実行された。
2012年1月5日にチェコ鉄道管理公団は長距離列車が通行しないブルノ-ホルビツェ間を地域鉄道線に格下げするのを申し込んだ。

## 運行形態
ブルノ - ネザミスリツェ間の地域公共交通は南モラヴィア州総合運輸システム（Integrovaný dopravní systém Jihomoravského kraje, IDS JMK）により統合されている。ネザミスリツェ - プルジェロフ間の運賃制はオロモウツ州総合運輸システム（Integrovaný dopravní systém Olomouckého kraje, IDSOK）が担当する。

### 特急「リフリーク(R)」
下記、2系統が運行する。
- レギオジェット号：　ブルノ・クラーロヴォ・ポレ - プルジェロフ - ボフミーン　　※レギオジェット社による運行
1時間に1本の運行。プルジェロフ以東は271号線に直通する。また、ブルノ～ヴィシコフ間は全列車が340号線を経由し、原則250号線に直通する。イヴァノヴィツェ・ネザミスリツェには原則通過。
過去の運行状況
2018年以前は、ブルノ本駅発着であった。またチェコ鉄道による運行であった。
2018年末に、ブルノ本駅を経由しないルートで、クラーロヴォ・ポレまで延伸された。この時に、「スレザン」の愛称名が与えられた。
2019年末に、ブルノ本駅を経由するルートとなった。レギオジェット社に移管され、愛称名もレギオジェットとなった。

- ボウゾフ号：　ブルノ本駅 - ネザミスリツェ - シュンペルク/イェセニーク　　※チェコ鉄道による運行
2時間に1本の運行。ネザミスリツェ以北は270号線に直通する。また、ブルノ～ヴィシコフ間は大部分が340号線を経由する。イヴァノヴィツェ・ネザミスリツェには原則停車。一日2本に限り（平日は朝・夜、休日は夜間に2本）、シュンペルク方面発フルリツェ経由ブルノ行が運行している。
過去の運行状況
2016年以前は、ブルノ本駅経由で260号線に直通し、プラハまで乗り入れていた。また、平日朝のフルリツェ経由便は、現在と同じ停車駅で、快速として運行していて、ルレチとロウシーノフにも停車していた。
2017,18年度は、ブルノで系統が分離され、ブルノ本駅発着で運行していた。
2018年末に、ブルノ本駅 - フルリツェ間が休止されたため、全列車が340号線経由となった他、340号線のブルノ本駅周辺も休止されたため、片道1本を除きクラーロヴォ・ポレ発着となった。また朝の快速は、ルレチとロウシーノフが停車駅に追加された。
2019年末に、ブルノ本駅 - フルリツェ間および340号線のブルノ本駅周辺の路線が復活したため、ブルノ本駅発着に戻された。2018年以前にフルリツェを経由していた列車も元通りとなった他、同ルートで運行する快速が特急に格上げとなった（この時、ルレチとロウシーノフは通過となる）。
2023年度より、西行1本がロウシーノフ停車となった。

### 快速「スピェシニー(Sp)」
下記、2系統が運行する。
- ラドホシチ号：　ブルノ - コイェチーン - フレンシタート・ポド・ラドホシチェム
土曜日のフレンシタート行と、日曜日のブルノ行のみ、週1往復の運行。コイェチーン以南は303号線に直通する。ブルノ～ヴィシコフ間は340号線を経由する。ヴィシコフ以西、およびネザミスリツェ - コイェチーン間はノンストップである他、フレンシタート行に限りイヴァノヴィツェを通過する。
過去の運行形態
2018年度以前のは、愛称名が「ホスティーン」であった。また、フレンシタート行の列車はネザミスリツェを通過していた。
2019年度に限り、工事の影響によりクラーロヴォ・ポレ発着となっていた。
2020年年度より、愛称名がラドホシチに変更された。
2023年年度より、上下ともネザミスリツェ停車となった。

- ネザミスリツェ → プルジェロフ → オロモウツ　【平日運行】
平日のみ、一日1本の運行。プルジェロフ以北は270号線に直通する。各駅に停車する。
2024年度以前は、普通列車として運行していた。

### 普通
- ヴィシコフ・ナ・モラヴェ - プルジェロフ - シュンペルク
平日は1時間に1本、休日は2時間に1本の運行。ただしネザミスリツェ以北は本数が少なく、平日と休日午後は2時間に1本、休日午前は4時間ほど列車の運行されない時間帯がある。プルジェロフ以北は270号線に直通する。ネザミスリツェ止まりの列車は、ネザミスリツェでブルノ方面特急と接続する。なお、ネザミスリツェ～オロモウツ間は、301号線を経由するのが最短ルートである。
2022年以前は、午前中を除き、ネザミスリツェで運行系統が分かれていたが、乗換が可能なダイヤであった。2024年度以前は、休日午前のネザミスリツェ以北の本数が少なく、6時間運行しない時間帯があった。

- ブルノ - コイェチーン - ビストルジツェ　【大晦日の夜、年1往復運行】
聖ホスティーン巡礼列車。コイェチーン以南は303号線に直通する。概ね快速ラドホシチ号と同じ停車駅だが、ルレチ、ロウシーノフ、イヴァノヴィツェ、ニェムチツェにも停車する。
2019年度に限り、ジデニツェを経由していた。2022年度以前は、ブルノ - ヴィシコフ間ノンストップであった。

- 過去の運行系統
  - レトヴィツェ - ブルノ - ロウシーノフ - ヴィシコフ
2018年以前、一日1往復運行していた。ロウシーノフ以西は260号線に直通していた。
2022年度限りで休止。ロウシーノフ、ルレチの各駅は臨時列車のみの停車駅となった。

### 臨時列車
- 鉄道の祝日関連列車（特急） 
旧型車両。年2日、ブルノ - プルジェロフ - ボフミーン間に、一日1往復の運行。プルジェロフ以東は270号線に直通する。停車駅は通常の特急と同じ。2017年運行。

- NATOの日号（特急） 
年2日、ブルノ - プルジェロフ - ストゥデーンカ - オストラヴァ空港間に、一日1往復の運行。プルジェロフ以東は270号線に直通する。停車駅は通常の特急と同じ。

## 駅一覧
以下では、チェコ国鉄300号線の駅と営業キロ、停車列車、接続路線などを一覧表で示す。
- 種別
  - R：特急
  - Sp：快速
  - Os：普通
- 停車駅
  - ■印：全列車停車
  - ●印：一部通過
  - ○印：一部停車
  - ｜印：全列車通過

| 路線名 | 駅名                                | 駅間営業キロ                        | 累計営業キロ                        | 累計営業キロ                        | R                                   | Sp                                  | Os                                  | 接続路線 | 所在地         | 所在地               |
| ------ | ----------------------------------- | ----------------------------------- | ----------------------------------- | ----------------------------------- | ----------------------------------- | ----------------------------------- | ----------------------------------- | --- | -------------- | -------------------- |
| 300    | ブルノ本駅                          | -                                   | 260号線経由 0.0                     | 340号線経由 0.0                     | ■                                   |                                     | ■                                   | 240号線（プルゼニ方面）、244号線（ボフチツェ方面） 251号線（ブダペスト/ウィーン方面、プラハ方面） 260号線（クルジェノヴィツェ方面） | 南モラヴィア州 | ブルノ市             |
| 300    | この間の各駅は340号線の項目を参照。 | この間の各駅は340号線の項目を参照。 | この間の各駅は340号線の項目を参照。 | この間の各駅は340号線の項目を参照。 | この間の各駅は340号線の項目を参照。 | この間の各駅は340号線の項目を参照。 | この間の各駅は340号線の項目を参照。 | この間の各駅は340号線の項目を参照。                                                                                                 | 南モラヴィア州 | ブルノ・ヴェンコフ郡 |
| 300    | ブラジョヴィツェ駅(*1)              |                                     |                                     | 20.3                                | ｜                                  |                                     |                                     | 340号線（ウヘルスケー・フラヂシチェ方面）                                                                                           | 南モラヴィア州 | ブルノ・ヴェンコフ郡 |
| 300    | ロウシーノフ駅                      | -                                   | 32.4                                | 27.0                                | ｜                                  | ｜                                  | ■                                   | 260号線（クルジェノヴィツェ方面）                                                                                                   | 南モラヴィア州 | ヴィシコフ郡         |
| 300    | ルレチ駅                            | 8.0                                 | 40.4                                | 35.0                                | ｜                                  | ｜                                  | ■                                   | | 南モラヴィア州 | ヴィシコフ郡         |
| 300    | ヴィシコフ・ナ・モラヴェ駅          | 6.5                                 | 46.9                                | 41.5                                | ■                                   | ■                                   | ■                                   | | 南モラヴィア州 | ヴィシコフ郡         |
| 300    | ホシチツェ・ヘロルチツェ駅          | 5.7                                 | 52.6                                | 47.2                                | ｜                                  | ｜                                  | ■                                   | | 南モラヴィア州 | ヴィシコフ郡         |
| 300    | イヴァノヴィツェ・ナ・ハネー駅      | 2.9                                 | 55.5                                | 50.1                                | ○                                   | ●                                   | ■                                   | | 南モラヴィア州 | ヴィシコフ郡         |
| 300    | フヴァルコヴィツェ・ナ・ハネー駅    | 2.5                                 | 58.0                                | 52.6                                | ｜                                  | ｜                                  | ■                                   | | 南モラヴィア州 | ヴィシコフ郡         |
| 300    | ネザミスリツェ駅                    | 4.2                                 | 62.2                                | 56.8                                | ○                                   | ■                                   | ■                                   | 301号線（シュンペルク方面） | オロモウツ州   | プロスチェヨフ郡     |
| 300    | ニェムチツェ・ナド・ハノウ駅        | 4.4                                 | 66.6                                | 61.2                                | ｜                                  | ●                                   | ■                                   | | オロモウツ州   | プロスチェヨフ郡     |
| 300    | ムニェロヴィツェ・ナド・ハノウ駅    | 2.4                                 | 69.0                                | 63.6                                | ｜                                  | ●                                   | ■                                   | | オロモウツ州   | プルジェロフ郡       |
| 300    | コイェチーン駅                      | 4.4                                 | 73.4                                | 68.0                                | ■                                   | ■                                   | ■                                   | 303号線（ロジノフ方面）、304号線（トヴァチョフ方面）                                                                                | オロモウツ州   | プルジェロフ郡       |
| 300    | フロピニェ駅                        | 5.0                                 | 78.4                                | 73.0                                | ｜                                  | ■                                   | ■                                   | | ズリーン州     | クロムニェジーシュ郡 |
| 300    | ヴェジキ駅                          | 5.9                                 | 84.3                                | 78.9                                | ｜                                  | ■                                   | ■                                   | | オロモウツ州   | プルジェロフ郡       |
| 300    | プルジェロフ駅                      | 5.8                                 | 90.1                                | 84.7                                | ■                                   | ■                                   | ■                                   | 270号線（プラハ方面）、280号線（オストラヴァ方面） 330号線（ブルジェツラフ方面）                                                    | オロモウツ州   | プルジェロフ郡       |

(*1) 340号線の列車のみが停車する。300号線の全列車がブルノ～ヴィシコフ間ノンストップである。